# Gustaf Mattsson

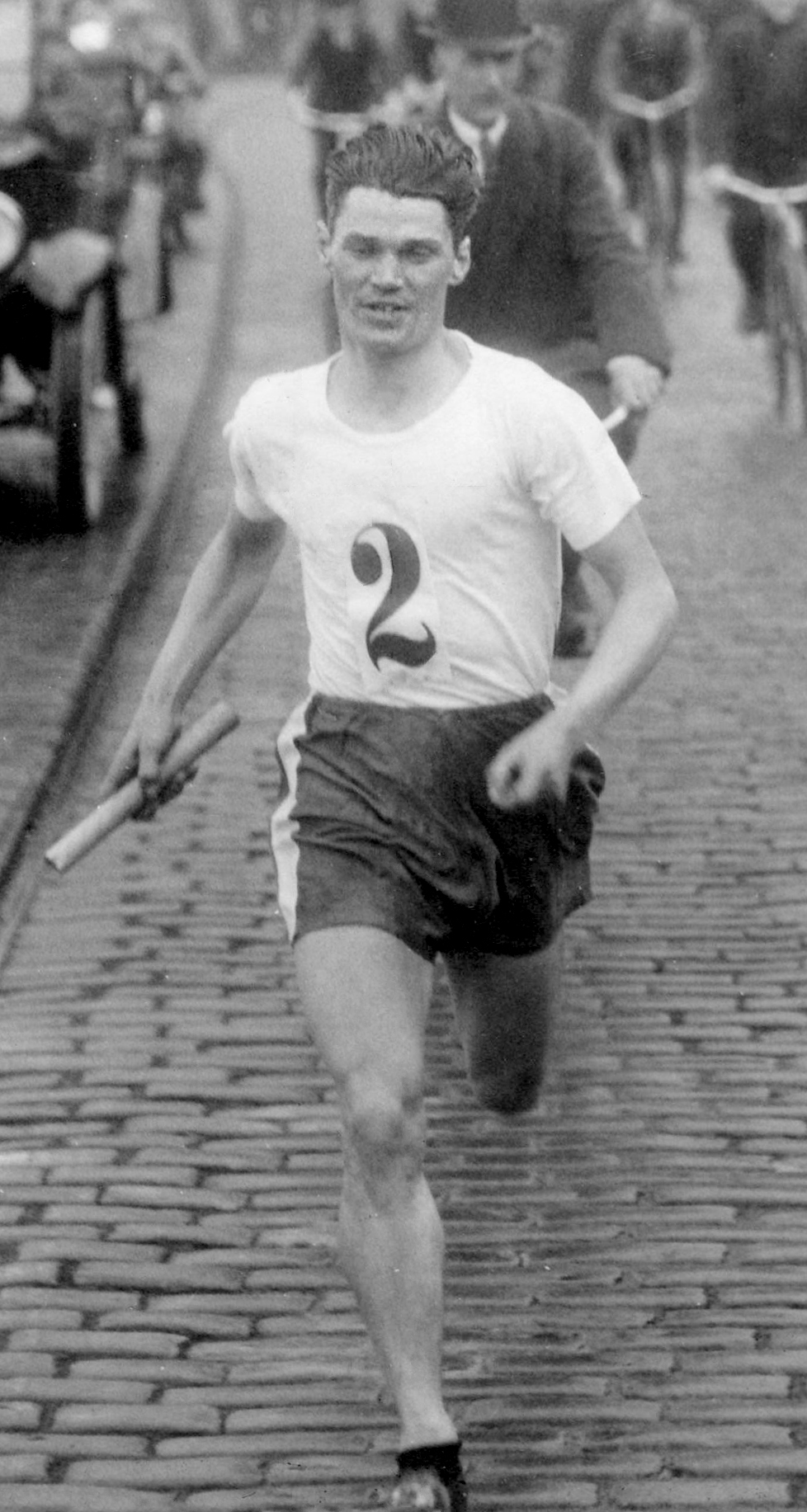
Gustaf Mattsson

Gustaf Isidor Mattsson (* 8. September 1893 in Länna, Uppsala; † 15. Januar 1977 in Sundbyberg) war ein schwedischer Langstrecken- und Hindernisläufer.
Bei den Olympischen Spielen 1920 wurde er Vierter über 3000 m Hindernis. Im Crosslauf wurde er Zehnter und gewann mit der schwedischen Mannschaft Bronze.
1920, 1924, 1925 wurde er nationaler Meister über 20.000 m. 

## Persönliche Bestzeiten
- 5000 m: 15:18,7 min, 20. August 1921, Stockholm
- 10.000 m: 32:04,2 min, 28. August 1921, Stockholm
- 3000 m Hindernis: 10:05,4 min, 8. Juli 1923, Göteborg